# هرمز (شهر)

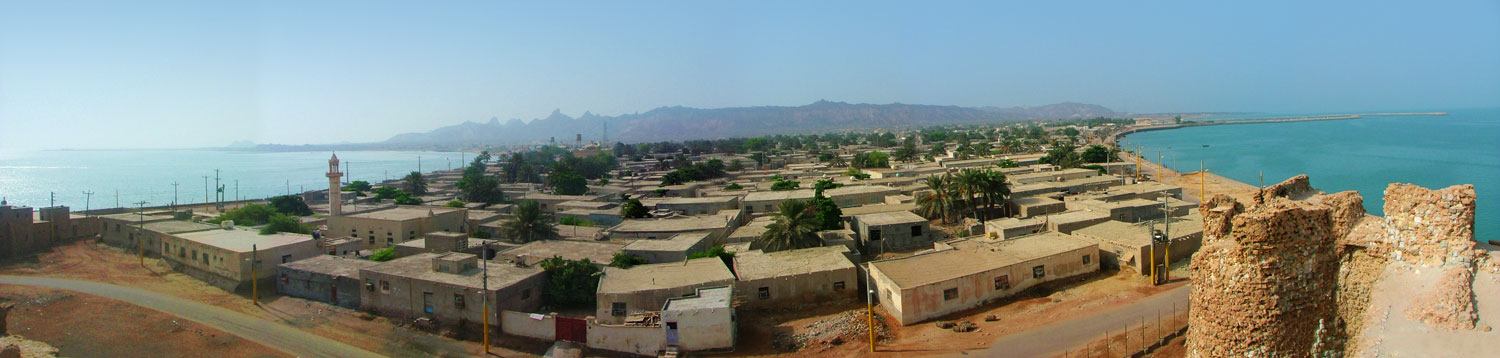
نمای هرمز از روی قلعه پرتغالی‌ها

هُرمُز یکی از شهرهای بخش هرمز شهرستان بندرعباس استان هرمزگان در جنوب ایران است.  شهر هرمز در جزیره هرمز قرار دارد.

## جمعیت
جمعیت شهر هرمز طبق سرشماری عمومی نفوس و مسکن در سال ۱۳۹۵، برابر با ۵۸۹۱ نفر بوده‌است.